# NANA (曲)
「NANA」（ナナ）は、日本のロックバンド、チェッカーズの12枚目となるシングル。1986年10月15日発売（発売元はキャニオン・レコード）。

## 解説
シングルとしては、初のメンバーオリジナル作品。
チェッカーズ中期の曲としてはツアーで披露された回数は異例の13回である。この数はデビュー曲のギザギザハートの子守唄の15回に続き2番目に多い。1986年のFLASH TOURではオープニングソング、ラストソングとして2回披露し、文字通りNANAで始まりNANAで終わらせるといった破格の待遇を受けた曲だった。
現在でも藤井フミヤが、ライブで頻繁に歌う楽曲である。アブラーズが再結成した際のライブ（徳永存命時）にフミヤがゲスト出演した際も、この曲が歌われた。
タイトルの由来はフミヤ曰く「水系と演歌系の名前の中間がいいと思って『NANA』になった」。
「濡れてくれ」「やろうぜ」といった歌詞が性行為を連想させるとして、NHKで放送禁止になった。その為、出演していた歌番組では急遽B面曲を演奏したふりをした。『紅白歌合戦』では「Song for U.S.A.」を歌っている。
NHKでは2021年時点では基準の変化もあり放送禁止扱いとしなくなったため、同年3月27日にBSプレミアムで放送の『激レア! 藤井フミヤ ギザギザハートからTRUE LOVE!』で初めて歌唱した。
フミヤが2002年10月9日に発売したセルフカバーアルバム「Re Take」にてセルフカバーされ、テレビ朝日系ドラマ『早乙女タイフーン』のオープニングテーマになった。2004年には及川光博がアルバム『GOLD SINGER』でカバーしている。
編曲のクレジットは「チェッカーズ、八木橋カンペー」となっているが、アルバム「GO」の歌詞カードのみクレジットには「CHECKERS FAM.」と変更されている。
THE CHECKERS FAM（チェッカーズ&アンディー檜山&八木橋カンペー）は、解散するまでシングル曲での編曲者のクレジットになっている。
この曲は、テレビ朝日系の音楽番組『ミュージックステーション』の第1回放送の第1曲目でもある。

## 収録曲
- 全作詞：藤井郁弥　編曲：チェッカーズ、八木橋カンペー

1. NANA
  - 作曲：藤井尚之
  - テレビ朝日系 土曜ナイトドラマ『早乙女タイフーン』OPテーマ
2. Mr.BOYをさがして
  - 作曲：鶴久政治
  - アマチュア時代には「ミスティーレイン」というタイトルで歌われており、歌詞も大幅に異なっていた。